# Sob (Südlicher Bug)
Der  Sob (ukrainisch Соб) ist ein 125 km langer linker Nebenfluss des Südlichen Bug westzentral in der Ukraine. 

## Flusslauf
Der Sob hat sein Quellgebiet 8 km nordöstlich von Sosiw. Er durchfließt den Osten der Oblast Winnyzja, anfangs in Richtung Ostsüdost, später unterhalb von Daschiw nach Süden. Am Flusslauf liegen die Städte Lypowez, Illinzi und Hajssyn. Der Sob mündet schließlich gegenüber von Ladyschyn in den Südlichen Bug. Das Einzugsgebiet umfasst ein Areal von 2840 km². Größere Nebenflüsse sind Soroka, Hranivska und Kublytsch von links sowie Sybok und Kunka von rechts.